# Globe Telecom
Globe Telecom, Inc. (powszechnie znane jako Globe) – filipińskie przedsiębiorstwo telekomunikacyjne z siedzibą w Bonifacio Global City, Taguig. Spółka jest największym operatorem sieci komórkowej na Filipinach oraz jedną z największych sieci stacjonarnych i szerokopasmowych.